# Chlorima
Chlorima är ett släkte av skalbaggar. Chlorima ingår i familjen vivlar.

## Dottertaxa tillChlorima, i alfabetisk ordning[1]
- Chlorima albiventris
- Chlorima alboirrorata
- Chlorima albomaculata
- Chlorima arrogans
- Chlorima auronitens
- Chlorima aurulenta
- Chlorima bivittata
- Chlorima caerulescens
- Chlorima candida
- Chlorima canescens
- Chlorima cerussata
- Chlorima confluens
- Chlorima costata
- Chlorima cretata
- Chlorima cruciata
- Chlorima curculionoides
- Chlorima cyanescens
- Chlorima cyanipes
- Chlorima dejeanii
- Chlorima distinguenda
- Chlorima draco
- Chlorima elegans
- Chlorima fallax
- Chlorima farinosa
- Chlorima festiva
- Chlorima flavescens
- Chlorima forticornis
- Chlorima gentilis
- Chlorima gibbera
- Chlorima glauca
- Chlorima graminicola
- Chlorima hieroglyphica
- Chlorima hieroglyphicus
- Chlorima inaequalis
- Chlorima incana
- Chlorima lactea
- Chlorima lepida
- Chlorima liliata
- Chlorima lineata
- Chlorima modesta
- Chlorima nigricornis
- Chlorima nitidula
- Chlorima nivea
- Chlorima novempunctata
- Chlorima opala
- Chlorima pardalina
- Chlorima pollinosa
- Chlorima pollinosus
- Chlorima protea
- Chlorima quadrilineata
- Chlorima regalis
- Chlorima religiosa
- Chlorima rhorii
- Chlorima sexdecimpunctata
- Chlorima spengleri
- Chlorima sphacelata
- Chlorima spinifera
- Chlorima tomentosa
- Chlorima undata
- Chlorima viridis
- Chlorima vittata